# Obolcola retorta
Obolcola retorta är en fjärilsart som beskrevs av Claude Herbulot 1966. Obolcola retorta ingår i släktet Obolcola och familjen mätare. Inga underarter finns listade i Catalogue of Life.